# 브링 더 소울 : 더 무비
《브링 더 소울 : 더 무비》(BRING THE SOUL : THE MOVIE)는 한국에서 제작된 박준수 감독의 2019년 다큐멘터리 영화이다. 방탄소년단 멤버들이 주연으로 출연하였다.

## 출연

### 주연
- RM
- 진
- 슈가
- 제이홉
- 지민
- 뷔
- 정국

## 스태프
- 프로듀서: 윤지원

## 제공
- 수입/배급 : 월트디즈니컴퍼니코리아 유한책임회사
- 제작 : 빅히트 엔터테인먼트/캠프 엔터테인먼트

## 같이 보기
- 번 더 스테이지: 더 무비
- 러브 유어셀프 인 서울